# Raija Jokinen

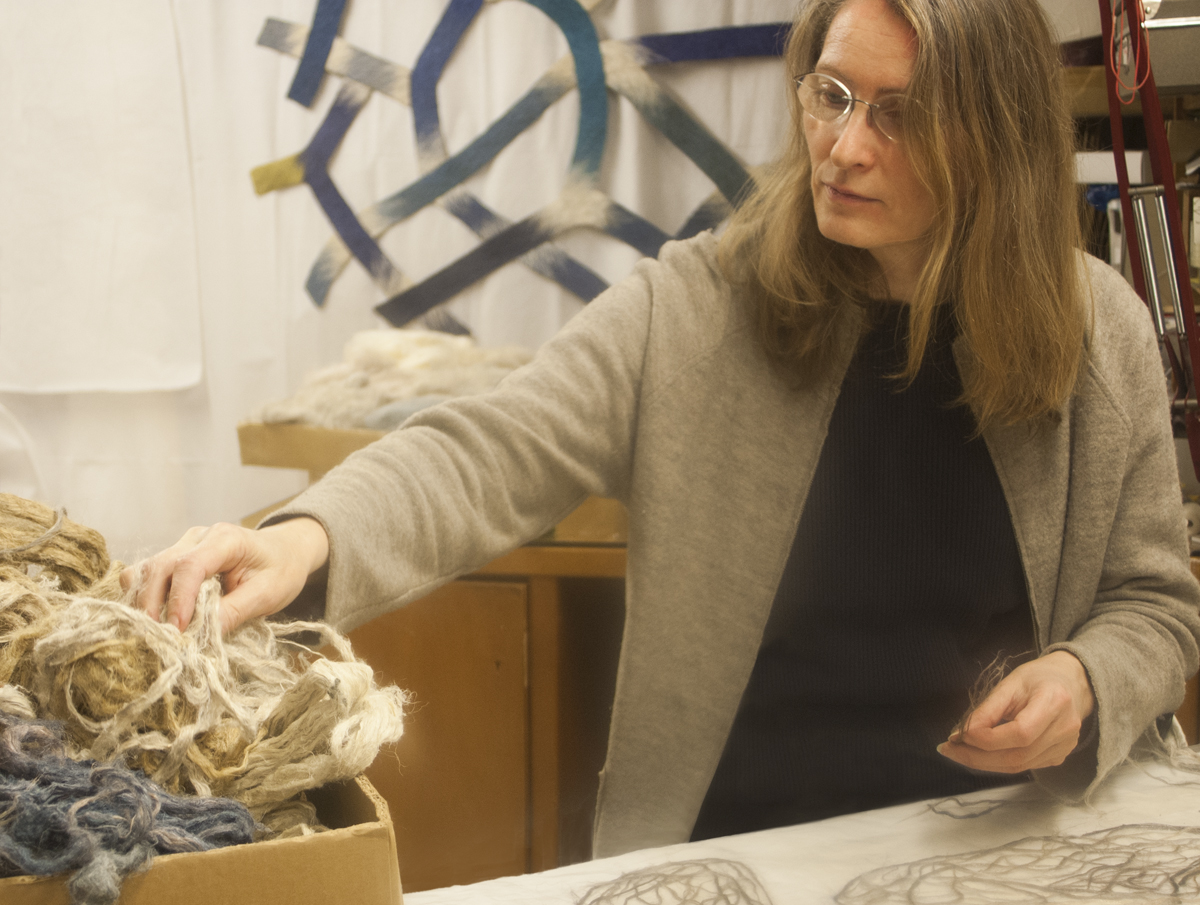
Raija Jokinen

Raija Jokinen (geboren 1960) ist eine finnische Textilkünstlerin. Sie lebt und arbeitet in Helsinki und Sipoo.

## Beruflicher Werdegang
Jokinen studierte Textildesign an der finnischen Hochschule für Kunst und Design und schloss dort 1990 mit einem Magister ab.

## Stil
Jokinen hat zu Beginn ihrer Laufbahn zunächst mit Papierfasern experimentiert. Ihren eigenen Stil hat sie dann durch die Kombination von Flachsfasern und Farbpigmenten entwickelt. Diese Materialien werden unter Verwendung der Nähtechnik zu bild- und skulpturartigen Objekten verarbeitet. Die so entstehenden Werke erwecken einen leichten, mitunter zerbrechlichen Eindruck, sind aber gleichzeitig sehr widerstandsfähig.
Im Zentrum der Darstellung steht häufig eine menschliche Figur, die durch die Betonung von Elementen wie Nerven- und Blutbahnen oder kontrastierender Oberflächen in einen assoziativen Kontext gesetzt wird. In der Gesamtheit entsteht so eine zur Interpretation einladende Darstellung physischer und emotionaler Zustände. Die Kunstwerke sind damit eigenständige ästhetische Objekte, die aber darüber hinaus eine Reflexion zum Zustand des Individuums darstellen.

## Preise und Ausstellungen
Jokinen hat unter anderem folgende Preise erhalten:
- 2020: finnische Textilkünstlerin des Jahres, TEXO (finnische Vereinigung der Textilkünstler)[5]
- 2019: Kulturpreis der Stadt Sipoo[6]
- 2015: Kunstpreis der Region Uusimaa[7]

Aus Anlass ihres 30-jährigen Künstlerjubiläums wurde am 14. Februar 2020 im Kunstzentrum Voipaala in Valkeakoski eine zweimonatige Retrospektive eröffnet. Jokinens Werke waren in zahlreichen Ausstellung in Finnland und im Ausland zu sehen. Zu sehen sind sie darüber hinaus als öffentliche Kunstwerke beispielsweise im Kuopioer Gerichtsgebäude, im Kotkaer Polizeigebäude und im finnischen Handarbeitsmuseum.